# نوروآکانتوسیتوز
نوروآکانتوسیتوز یا سندرم نوروآکانتوسیتوز (به انگلیسی: Neuroacanthocytosis) طیفی از بیماری‌های عصبی ژنتیکیِ و تحلیل برنده هستند که با گلبول‌های قرمز بد شکل و منقطع به نام آکانتوسیت در خون تشخیص داده می‌شوند. این نوع بیماری‌ها، اختلالات نادری هستند و معمولاً از وراثت اتوزومال مغلوب ناشی شده‌اند.
سندرم‌های نوروآکانتوسیتوز اصلی (NA)، که در آن وجود آکانتوسیت یک ویژگی بارز و معمول است، شامل کوریا آکانتوسیتوز (در اثر جهش در ژن VPS13A در ناحیه کروموزومی 9q21 ایجاد می‌شود) و سندرم مک‌لود (یک اختلال اتوزوم مغلوب مرتبط با کروموزوم X) هستند. آکانتوسیت‌ها در شرایط دیگر از جمله سندرم شبه هانتینگتون نوع ۲ (HDL2) و تخریب عصبی مرتبط با پانتوتنات کیناز (PKAN) کمتر دیده می‌شوند. علائم معمولِ این نوع بیماری شامل رقصاک، پارکینسونیسم، اختلالات شناختی تشدید شونده، بیماری‌های روانی و در مواردی تشنج است.
سندرم‌های نوروآکانتوسیتوز توسط طیفی از جهش‌های ژنتیکی ایجاد می‌شوند و ویژگی‌های بالینی مختلفی همچون انواع نوروپاتی و میوپاتی را ایجاد می‌کنند، اما عمدتاً باعث تخریب عصبی مغز، به‌ویژه عقده‌های قاعده‌ای می‌شوند. این بیماری در حال حاضر درمان مشخصی ندارد و وابسته به علائم و نشانه‌های بیماری طیف مختلفی از مدیریت‌های دارویی مانند، داروهای ضدروان‌پریشی، داروهای ضد تشنج، تزریق سم بوتولینوم، گفتار درمانی، کاردرمانی و فیزیوتراپی و روش‌های غیرمتعارف مانند تحریک عمیق مغز برای مدیریت سندرم‌های نوروآکانتوسینوز استفاده می‌شود.
نوروآکانتوسیتوز برای اولین بار در سال ۱۹۵۰ به عنوان بیماری آبِتالیپوپروتئینمی شناخته شد، بعدها فرانک باسِن و آبراهام کورنزویگ آن را به‌طور مجزا بررسی و علائم و نشانه‌هایش را توصیف کردند. شکل دوم این بیماری نیز در سال ۱۹۶۰ توسط ایروین ام. لِوین شناسایی و در سال‌های ۱۹۶۴ و ۱۹۶۸ دو مورد دیگر توسط عصب‌شناس مک‌دانلد کریچلی بررسی و گزارش شدند. نوروآکانتوسیتوز نوعی بیماری ارثی و نادر بوده و شیوع آن بسته به نوع سندرم بین ۱ تا ۵ نفر در هر یک میلیون انسان است. همچنین فراوانی سندرم مک‌لود در بین مردان از زنان بیشتر بوده اما وابسته به نژاد یا گروه خاصی نیست.

## آکانتوسیت
مشخصه سندرم‌های نوروآکانتوسیتوز وجود آکانتوسیت‌ها در خون است. آکانتوسیتوز از کلمه یونانی acantha به معنای «خار» سرچشمه گرفته است. آکانتوسیت‌ها گلبول‌های قرمز اسپیکوله‌ای (زائده‌دار) هستند و می‌توانند در اثر تغییر توزیع لیپیدهای غشا یا ناهنجاری‌های پروتئینی/اسکلت غشایی ایجاد شوند. در نوروآکانتوسیتوز، آکانتوسیت‌ها از ناهنجاری‌های لیپیدها ایجاد نمی‌گردند و پروتئین‌های غشایی در شکل‌گیری آن مؤثر هستند. تا ۶٫۳ درصد آکانتوسلول‌های موجود در اسمیر خون محیطی طبیعی در نظر گرفته می‌شوند اما مقادیر فراتر از آن، اغلب با بیماری همراه است.

## علائم و نشانه‌ها

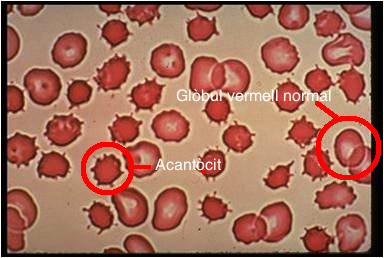
مقایسهٔ یک گلبول قرمز طبیعی (راست) با یک آکانتوسیت (چپ)

سندرم‌های نوروآکانتوسیتوز توسط گروهی از علائم هتروژن، اختلالات و ناهنجاری‌های عصبی همراه با آکانتوسیت‌ها مشخص می‌شود. سندرم‌های نوروآکانتوسیتوز اصلی شامل کوریا آکانتوسیتوز و سندرم مک‌لود است. آکانتوسیت‌ها تقریباً در تمام انواع آکانتوسیتوز وجود دارند و یک اشتراک بالینی را پدیدمی‌آورند. برخی از این ویژگی‌ها در سایر سندرم‌های عصبی مرتبط با نوروآکانتوسیتوز نیز دیده می‌شوند.
یکی از ویژگی‌های مشترک سندرم‌های کوریا، رقصاک (حرکات غیرارادی رقص مانند) است. در نوروآکانتوسیتوز، این امر به ویژه در صورت و دهان برجسته بوده که می‌تواند در گفتار و غذا خوردن مشکل ایجاد کند. این حرکات معمولاً ناگهانی و نامنظم هستند و هم در زمان استراحت و هم در خواب وجود دارند.
افراد مبتلا به نوروآکانتوسیتوز اغلب از پارکینسونیسم، کندی کنترل ناپذیر حرکات، دیستونی و وضعیت‌های غیرطبیعی بدن رنج می‌برند. بسیاری از مبتلایان همچنین دارای اختلالات شناختی (ذهنی) و بیماری‌های روانی مانند اضطراب، پارانویا، افسردگی، رفتار وسواسی، و بی‌ثباتی عاطفیِ آشکار هستند. در مواردی، تشنج نیز می‌تواند یکی از علائم نوروآکانتوسیتوز به‌شمار آید.
شروع سندرم‌های نوروآکانتوسیتوز در هر فرد متفاوت است اما معمولاً بین ۲۰ تا ۴۰ سالگی اتفاق می‌افتد و افراد مبتلا معمولاً ۱۰ تا ۲۰ سال پس از شروع علائم، امید به زندگی دارند.

## طبقه‌بندی
| کوریا آکانتوسیتوز | VPS13A (ژن CHAC)     | اتوزومال مغلوب    |
| سندرم مک‌لود       | ژن XK روی کروموزوم X | مغلوب وابسته به X |

### کوریا آکانتوسیتوز
کوریا آکانتوسیتوز یک اختلال اتوزومال مغلوب است که در اثر جهش در VPS13A که آن را CHAC نیز می‌نامند، در ناحیهٔ کروموزومی 9q21 ایجاد می‌شود. این ژن، پروتئین 13A (ژنی مرتبط با مرتب‌سازی پروتئین واکولار یا کورئین) که عملکرد آن ناشناخته است را کد می‌کند.
کوریا آکانتوسیتوز همراه با تحلیل عقده‌های قاعده‌ای رخ می‌دهد اما علائم بالینی آن متغیر بوده و معمولاً با اختلال حرکتی پیشرونده، نوروپاتی، میوپاتی، دیستونی، زوال شناختی و رفتاری، رقصاک و تشنج مشخص می‌شود. مهم‌ترین ویژگی این سندرم حرکات غیرارادی است که بر دهان، زبان، حلق و حنجره تأثیر می‌گذارد. در این اختلال صداهای غیرارادی، آروغ زدن، تف کردن و دندان‌قروچه شایع هستند و می‌توانند به دلیل تیک یا دیستونی باشند؛ همچنین به‌طور شگفت‌انگیزی، بسیاری از افراد مبتلا به کوریا آکانتوسیتوز به‌طور غیرقابل کنترلی زبان، لب‌ها و داخل دهان خود را گاز می‌گیرند که این مسئله می‌تواند سبب بروز دیس‌آرتری، دیسفاژی شدید و در نتیجه کاهش وزن شود. در مواردی ناهنجاری‌های حرکتی چشم مانند اختلال در نگاه به بالا یا کند شدن حرکت جهشی چشم نیز رخ می‌دهد.
شروع این بیماری معمولاً در بزرگسالی یا جوانی و گاهی در دوران نوجوانی رخ می‌دهد. حدود ۵۰۰ تا ۱۰۰۰ مورد، ابتلا به کوریا آکانتوسیتوز در سراسر جهان در هر بازه زمانی وجود دارد و به صورت مشخص به نژاد یا گروه خاصی محدود نمی‌شود.

### سندرم مک‌لود
سندرم مک لود یک اختلال اتوزمال مغلوب مرتبط با کروموزوم X است که به دلیل جهش در ژنِ XK، بخش کدکننده آنتی‌ژن گروه خونی Kx (یکی آنتی‌ژن‌های کِل)، ایجاد می‌شود.
مانند سایر سندرم‌های نوروآکانتوسیتوز، سندرم مک لود باعث اختلال حرکتی، اختلال شناختی و علائم روانی می‌شود. ویژگی‌های خاص سندرم مک لود مشکلات قلبی مانند آریتمی و کاردیومیوپاتی مُتَسِع (بزرگ شدن قلب) است.
سندرم مک لود بسیار نادر بوده و تقریباً ۱۵۰ مورد ابتلا در سراسر جهان تشخیص داده شده است و به دلیل وراثت وابسته به X، در مردان شایع‌تر است.

## بیماری‌های مشابه
بسیاری از بیماری‌های عصبی دیگر با آکانتوسیتوز مرتبط هستند، اما سندرم آکانتوسیتوز اصلی در نظر گرفته نمی‌شوند. رایج ترین‌ها عبارتند از:
- تخریب عصبی مرتبط با پانتوتنات کیناز، یک بیماری اتوزومال مغلوب ناشی از جهش در PANK2.
- سندرم شبه هانتینگتون نوع ۲، یک وضعیت اتوزومال غالب ناشی از جهش در JPH3 که شباهت زیادی به بیماری هانتینگتون دارد.
- بیماری آبتالیپو پروتئینمی یا سندروم باسن-کورنزویگ[د] (همچنین به تاریخچه مراجعه کنید).
- هیپوبتالیپو پروتئینمی، که با نوروپاتی محیطی و آتاکسی مشخص می‌شود.
- سندرم لوین کریچلی[ذ] (به تاریخچه مراجعه کنید).
- اختلالات حرکتی حمله‌ای مرتبط با جهش‌های GLUT1.
- آکانتوسیتوز خانوادگی همراه با دیسکینزی و صرع ناشی از فعالیت پراکسیسمال[ر] (FAPED).
- برخی بیماری‌های میتوکندری.

## مدیریت بیماری
در حال حاضر، هیچ درمانی روند زوال عصبی را در هر یک از انواع اختلالات نوروآکانتوسیتوز کاهش نمی‌دهد؛ اما ممکن است برای کاهش حرکات غیرارادی ناشی از این سندرم‌ها، دارو تجویز شود. داروهای ضدروان‌پریشی برای مسدود کردن ترشح دوپامین و داروهای ضد تشنج برای درمان تشنج به‌کار می‌روند و تزریق سم باکتری بوتولینوم ممکن است دیستونی را کنترل کند. بیماران علاوه بر دارودرمانی معمولاً گفتار درمانی، کاردرمانی و فیزیوتراپی را نیز برای کمک به مدیریت علائم حرکتی دریافت می‌کنند. همچنین در مواردی، پزشکان از داروهای ضد افسردگی برای مشکلات روانی همراه با نوروآکانتوسیتوز استفاده می‌کنند.
تحقیقات جدیدی، نتایج مثبتی را از درمان با تحریک عمیق مغز گزارش داده است. این روش درمانی بینش جدیدی در مورد عملکردهای اساسی مغز از طریق دستکاری مستقیم شبکه‌های عصبی ارائه می‌دهد با این حال نگرانی‌هایی را نیز از وقوع عفونت‌های احشایی و مغزی به همراه دارد.
محافظ‌های دهان و سایر وسایل حفاظتی فیزیکی نیز می‌توانند در جلوگیری از آسیب به لب‌ها و زبان در زمان رقصاک دهانی و دیستونی معمولیِ کوریا آکانتوسیتوز مفید باشند.

## تاریخچه
نوروآکانتوسیتوز برای اولین بار در سال ۱۹۵۰ به عنوان بیماری آبتالیپوپروتئینمی یا سندروم باسن-کورنزویگ شناسایی شد که یک اختلال نادر اتوزومال مغلوب با شروع در دوران کودکی به‌شمار می‌رفت. در این اختلال بدن قادر به تولید چیلومیکرون، لیپوپروتئین کم‌چگال (LDL) و لیپوپروتئین بسیار کم‌چگال (VLDL) نبود و علائم آن شامل آتاکسی، نوروپاتی محیطی، رتینیت پیگمنتوزا و سایر اشکال اختلال عملکرد عصبی می‌شد. با این حال نوروآکانتوسیتوز اولین بار توسط فرانک باسن، پزشک آمریکای شمالی، که بعداً با آبراهام کورنزویگِ چشم‌پزشک برای شناسایی و توصیف علل و علائم بیماری همکاری کرد، بیماری متفاوتی تشخیص داده شد و به صورت مجزا مورد توصیف قرار گرفت. طی بررسی‌های این دو محقق کودکان مبتلا، در بدو تولد طبیعی به نظر می‌رسیدند، اما معمولاً در طول سال اول زندگی‌شان، به صورت صحیح رشد نمی‌کردند.
شکل دوم نوروآکانتوسیتوز، سندرم لوین-کریچلی، توسط متخصص داخلی آمریکایی ایروین ام. لِوین در سال ۱۹۶۰ کشف و در سال ۱۹۶۴ و متعاقباً سال ۱۹۶۸ چند مورد ابتلا گزارش شد. همچنین علائم مشابهی در یک بیمار، توسط عصب‌شناس بریتانیایی مک‌دانلد کریچلی در سال ۱۹۶۸ شناسایی و بررسی گردید. در تمام این موارد، پزشکان سندرم ارثی را توصیف کردند که در آن آکانتوسیتوز با اختلالات عصبی ترکیب شده بود اما میزان لیپوپروتئین بدن، در حالت طبیعی قرار داشت. علائم خاص این بیماری شامل تیک، اختلالات حرکتی، مشکل در بلع، هماهنگی بدنی ضعیف، هایپررفلکسی، رقصاک و تشنج بود. بیماران اغلب زبان، لب‌ها و گونه‌های خود را گاز می‌گرفتند. این بیماری‌ها در هر دو جنس ظاهر و معمولاً در دوران نوزادی تشخیص داده می‌شدند.

## پژوهش‌ها
تحقیقاتی برای افزایش درک این اختلالات و شناسایی روش‌های پیشگیری و درمان این بیماری در حال انجام است. همچنین درک بیشتر جهش‌های ژنتیکی و مکانیسم‌های احتمالی مرتبط، زمینه را برای مطالعه برخی از شرایط ایجادکننده این اختلال فراهم کرده است. رویکرد ایده‌آل برای این اختلالات پیچیدهٔ عصبی، مانند بیماری پارکینسون (PD) رویکردی چند رشته‌ای و جامع بوده که از درمانگران فیزیکی، گفتار درمانان، پرستاران، مددکاران اجتماعی و متخصصان مغز و اعصاب با تخصص در این زمینه استفاده می‌کند.
در حالی که کشف درمان‌های خاص، به‌ویژه زمانی که امکان واضحی برای بهبود بیماری وجود ندارد، می‌تواند پیچیده باشد، تشخیص علائم و نشانه‌های حیاتی ممکن است در بهبود شرایط مبتلایان، امید به زندگی و پیش‌آگهی‌ها کمک کند. در مواجهه با پیشرفت ظاهراً بی‌امان بیماری و زوال مداوم عملکردهای حرکتی و شناختی، شناسایی اهداف خاص و واقع بینانه به عنوان مثال، هماهنگ‌کردن تزریق سم بوتولینوم برای دیستونی مرکزی با درمان‌هایی با هدف به حداکثر رساندن عملکردهای خاص مانند گفتار و بلع می‌تواند مفید باشد.

## واژه‌نامه
1. ↑  Pantothenate kinase
2. ↑  Abetalipoproteinemia
3. ↑  Frank Bassen
4. ↑  Abraham Kornzweig
5. ↑  Irvine M. Levine
6. ↑  Peripheral blood smear
7. ↑  Heterogen
8. ↑  Chorea acanthocytosis
9. ↑  McLeod syndrome
10. ↑  Bassen-Kornzweig
11. ↑  Levine-Critchley syndrome
12. ↑  Paroxysmal
13. ↑  Irvine M. Levine